# Kisarazu, Chiba
Kisarazu (tiếng Nhật: 木更津市, là một thành phố thuộc tỉnh Chiba của Nhật Bản.